# جائزة البرازيل الكبرى 1990
جائزة البرازيل الكبرى 1990 هو سباق فورمولا 1 أقيم بتاريخ 25 مارس 1990 في حلبة جوزيه كارلوس بيس للسيارات، البرازيل. كان الثاني من أصل 16 في بطولة العالم لسباقات الفورمولا واحد موسم 1990. حلّ الفرنسي ألن بروست أولا بينما جاء النمساوي غيرهارد بيرغر في المركز الثاني وحصل على المركز الثالث البرازيلي آيرتون سينا.